# Ptilinopus
Ptilinopus is een geslacht van vogels uit de familie van de duiven (Columbidae). De wetenschappelijke naam van het geslacht is voor het eerst geldig gepubliceerd in 1825 door Swainson. Dit geslacht bestaat uit kleurrijke, fruitetende duiven die voorkomen in Zuidoost-Azië en Oceanië.

## Soorten
Dit geslacht bevat 56 soorten plus één uitgestorven soort:
- Ptilinopus alligator  – Alligatorjufferduif
- Ptilinopus arcanus  – Ripleys jufferduif
- Ptilinopus aurantiifrons  – Goudvoorhoofdjufferduif
- Ptilinopus bernsteinii  – Prachtjufferduif
- Ptilinopus chalcurus  – Makateajufferduif
- Ptilinopus chrysogaster  – Raiateajufferduif
- Ptilinopus cinctus  – Gordeljufferduif
- Ptilinopus coralensis  – Tuamotujufferduif
- Ptilinopus coronulatus  – Lilakapjufferduif
- Ptilinopus dohertyi  – Roodnekjufferduif
- Ptilinopus dupetithouarsii  – Witkapjufferduif
- Ptilinopus eugeniae  – Witkopjufferduif
- Ptilinopus fischeri  – Fischers jufferduif
- Ptilinopus granulifrons  – Obi-jufferduif
- Ptilinopus greyi  – Greys jufferduif
- Ptilinopus gularis  – Oberholsers jufferduif
- Ptilinopus hernsheimi  – Kusaiejufferduif
- Ptilinopus huttoni  – Rapajufferduif
- Ptilinopus hyogastrus  – Grijskopjufferduif
- Ptilinopus insolitus  – Knobbeljufferduif
- Ptilinopus insularis  – Hendersonjufferduif
- Ptilinopus iozonus  – Oranjebuikjufferduif
- Ptilinopus jambu  – Jambujufferduif
- Ptilinopus layardi  – Geelkopjufferduif
- Ptilinopus leclancheri  – Leclanchers jufferduif
- Ptilinopus luteovirens  – Gele jufferduif
- Ptilinopus magnificus  – Wompoejufferduif
- Ptilinopus mangoliensis  – Sulajufferduif
- Ptilinopus marchei  – Marchés jufferduif
- Ptilinopus melanospilus  – Zwartnekjufferduif
- Ptilinopus merrilli  – Merrills jufferduif
- Ptilinopus monacha  – Halmaherajufferduif
- Ptilinopus nainus  – Dwergjufferduif
- Ptilinopus occipitalis  – Geelborstjufferduif
- Ptilinopus ornatus  – Schlegels jufferduif
- Ptilinopus pelewensis  – Palaujufferduif
- Ptilinopus perlatus  – Pareljufferduif
- Ptilinopus perousii  – Regenboogjufferduif
- Ptilinopus ponapensis  – Ponapéjufferduif
- Ptilinopus porphyraceus  – Purperkapjufferduif
- Ptilinopus porphyreus  – Roodhalsjufferduif
- Ptilinopus pulchellus  – Temmincks jufferduif
- Ptilinopus purpuratus  – Tahitiaanse jufferduif
- Ptilinopus rarotongensis  – Rarotongajufferduif
- Ptilinopus regina  – Swainsons jufferduif
- Ptilinopus richardsii  – Richards' jufferduif
- Ptilinopus rivoli  – Witbefjufferduif
- Ptilinopus roseicapilla  – Marianenjufferduif
- Ptilinopus solomonensis  – Geelbefjufferduif
- Ptilinopus speciosus  – Geelvinkjufferduif
- Ptilinopus subgularis  – Banggai-jufferduif
- Ptilinopus superbus  – Kleine prachtjufferduif
- Ptilinopus tannensis  – Vanuatujufferduif
- Ptilinopus victor  – Oranje jufferduif
- Ptilinopus viridis  – Roodbefjufferduif
- Ptilinopus wallacii  – Wallace' jufferduif

### Uitgestorven
- † Ptilinopus mercierii –  roodbaardjufferduif